# Campionato portoghese di pallacanestro
Il campionato portoghese di pallacanestro è l'insieme delle competizioni cestistiche sia maschili sia femminili organizzate dalla Federazione cestistica del Portogallo.

## Struttura dei campionati portoghesi

### Campionato maschile
1. Liga Portuguesa de Basquetebol
2. Proliga
3. Campeonato Nacional Basquetebol

### Campionato femminile
1. Liga Feminina de Basquetebol
2. Campeonato Nacional I Divisão Feminina
3. Campeonato Nacional II Divisão Feminina

## Supercoppe
- Supercoppa maschile
- Supercoppa femminile